# Sân bay Phù Cát

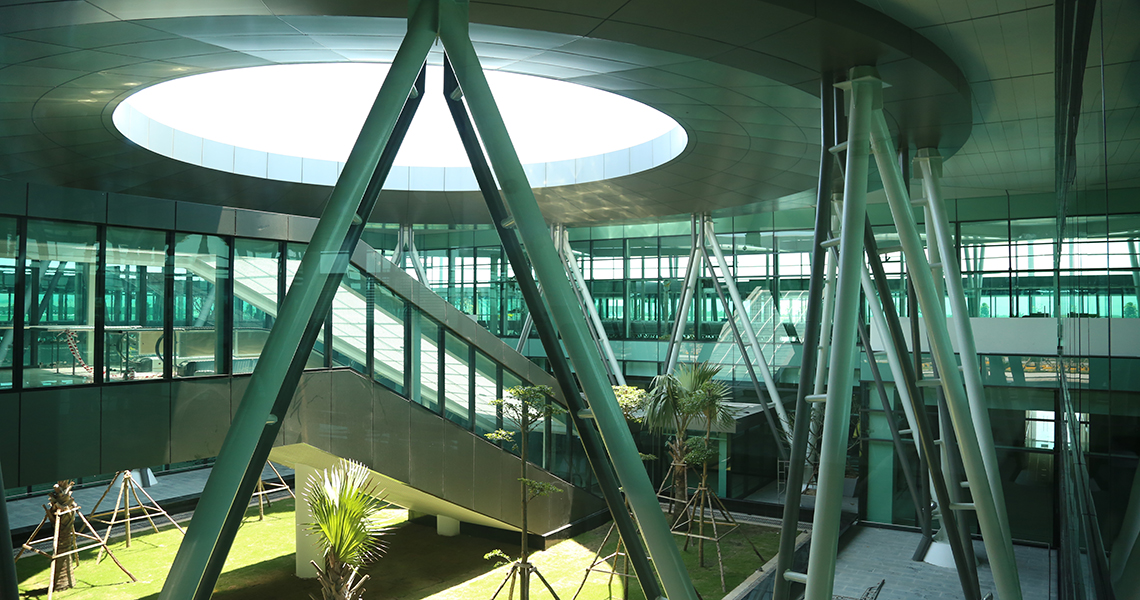
Nhìn từ tầng 2, nhà ga T1 sân bay Phù Cát

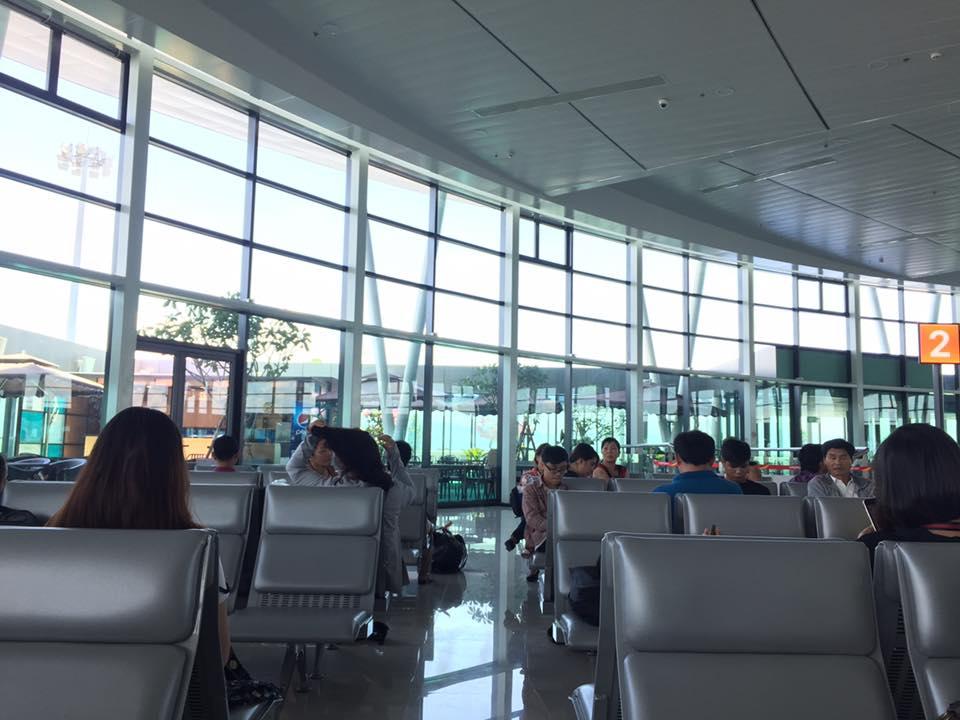
Bên trong nhà ga mới (T1) được đưa vào khai thác tháng 5 năm 2018

Sân bay Phù Cát (mã sân bay IATA: UIH, mã sân bay ICAO: VVPC, tên giao dịch chính thức: Cảng hàng không Phù Cát, tiếng Anh: Phu Cat Airport) là một sân bay lưỡng dụng ở xã Phù Cát, tỉnh Gia Lai, miền Trung Việt Nam. Sân bay này do Tổng công ty cảng hàng không Việt Nam, một cơ quan của Cục Hàng không Dân dụng Việt Nam, quản lý.
Năm 2019, sân bay này phục vụ khoảng 1,6 triệu lượt khách.
Sân bay Phù Cát còn là nơi huấn luyện quân sự và là căn cứ của Trung đoàn 925 thuộc Sư đoàn không quân 372 biên chế tiêm kích Sukhoi Su-27, và Trung đoàn 940 của Trường Sĩ quan không quân sử dụng máy bay huấn luyện cấp cao Yakovlev Yak-130.

## Lịch sử
Sân bay này được xây năm 1966, lúc đó có tên gọi là Sân bay Gò Quánh, làm căn cứ 60 chiến thuật không quân của Không lực Việt Nam Cộng hoà. Sau năm 1975, sân bay này được bộ Quốc phòng nước CHXHCN Việt Nam trực tiếp quản lý và đến tháng 9 năm 1984 thì chuyển thành sân bay hỗn hợp quân sự và dân sự thay thế cho sân bay Quy Nhơn ở nội thành Quy Nhơn.
Sân bay Phù Cát nằm bên cạnh Quốc lộ 1, đường sắt Bắc - Nam, thị trấn Gò Găng (huyện Phù Cát) và thị xã An Nhơn. Cách trung tâm thành phố Quy Nhơn khoảng 30 km về phía Tây Bắc, cách trung tâm thị xã An Nhơn khoảng 10 km về phía Bắc, trung tâm thị trấn Phú Phong, huyện Tây Sơn khoảng 20 km về phía Đông Bắc và cách trung tâm phường Bồng Sơn, thị xã Hoài Nhơn 65 km về phía Nam, đó là những địa phương có kinh tế phát triển và sở hữu những địa điểm du lịch nổi tiếng của Bình Định.
Ngày 17 tháng 1 năm 2015, Tổng công ty cảng hàng không Việt Nam đã khởi công dự án mở rộng, nâng cấp năng lực khai thác ở sân bay Phù Cát. Dự án mở rộng sân đỗ đảm bảo 7 vị trí đậu máy bay A320/A321 và tương đương (tăng 3 vị trí đậu máy bay so với trước khi mở rộng). Hệ thống đèn chiếu sáng sân đỗ, đèn hiệu được đầu tư bổ sung, đảm bảo Cảng hàng không Phù Cát có thể khai thác các chuyến bay đêm. Dự án này hoàn thành và đưa vào khai thác trong năm 2015.
Hiện nay (2022), sân bay Phù Cát là một trong các sân bay nhộn nhịp của khu vực Nam Trung Bộ và Tây Nguyên. Xếp sau sân bay quốc tế Đà Nẵng và sân bay quốc tế Cam Ranh về lượng hành khách thông qua.
Sáng ngày 6/6/2021, Bamboo Airways khai trương phòng chờ First lounge by Bamboo Airways (Member of FLC Group). Phòng chờ có khuôn viên rộng tới 250 m2, lấy cảm hứng xứ sở nhiệt đới xanh tràn ngập khắp không gian và thiết kế hiện đại, sang trọng.
Ngày 1/7/2021 sân bay thông báo ngừng phát thanh thông tin chuyến bay tại nhà ga. Tất cả các thông tin liên quan đến chuyến bay và cập nhật cửa ra máy bay, giờ ra máy bay sẽ hiển thị trên màn hình thông tin (FIDS) tại nhà ga.

## Nâng cấp thành sân bay quốc tế
- Tổng công ty cảng hàng không Việt Nam (ACV) đã quyết định đầu tư nâng cấp Sân bay Phù Cát theo hướng sẽ trở thành Cảng hàng không quốc tế với 3 hạng mục chính: mở rộng sân đỗ, xây dựng mới Nhà ga hiện đại đạt tiêu chuẩn quốc tế và nâng cấp đường băng.

Theo thiết kế, Nhà ga hành khách gồm 2 tầng, lấy ý tưởng thiết kế từ hình ảnh của Đàn Nam Giao. Tầng 1 có hình vuông tượng trưng cho Đất, tầng 2 có hình tròn tượng trưng cho Trời, ở giữa nhà ga có khoảng trống hình tròn thông suốt từ tầng trệt lên mái nhà ga để hấp thụ trực tiếp ánh sáng và khí trời.
Trên mái của tầng 1 sẽ trồng cỏ và cây xanh làm cho nhà ga mát mẻ vào mùa hè, ấm áp vào mùa đông, đồng thời tạo cảnh quan và không gian xanh mát cho nhà ga.
Nhà ga hành khách có năng lực phục vụ 600 hành khách giờ cao điểm, công suất thiết kế 2,5 triệu hành khách/năm, có khả năng mở rộng để nâng công suất lên 4 triệu hành khách/năm.
Sau khi mở rộng sân đậu, sân bay Phù Cát sẽ đảm bảo 10 vị trí đậu máy bay A321-200 và tương đương (tăng 3 vị trí so với trước đó), đáp ứng nhu cầu khai thác trong tương lai gần. Hệ thống đèn chiếu sáng sân đỗ, đèn hiệu được đầu tư bổ sung, đảm bảo Cảng hàng không Phù Cát có thể khai thác các chuyến bay đêm.
Việc mở rộng sân đỗ máy bay đảm bảo kết nối đồng bộ với hệ thống sân đường khu bay đã tính đến việc phát triển mở rộng sân đỗ trong tương lai.

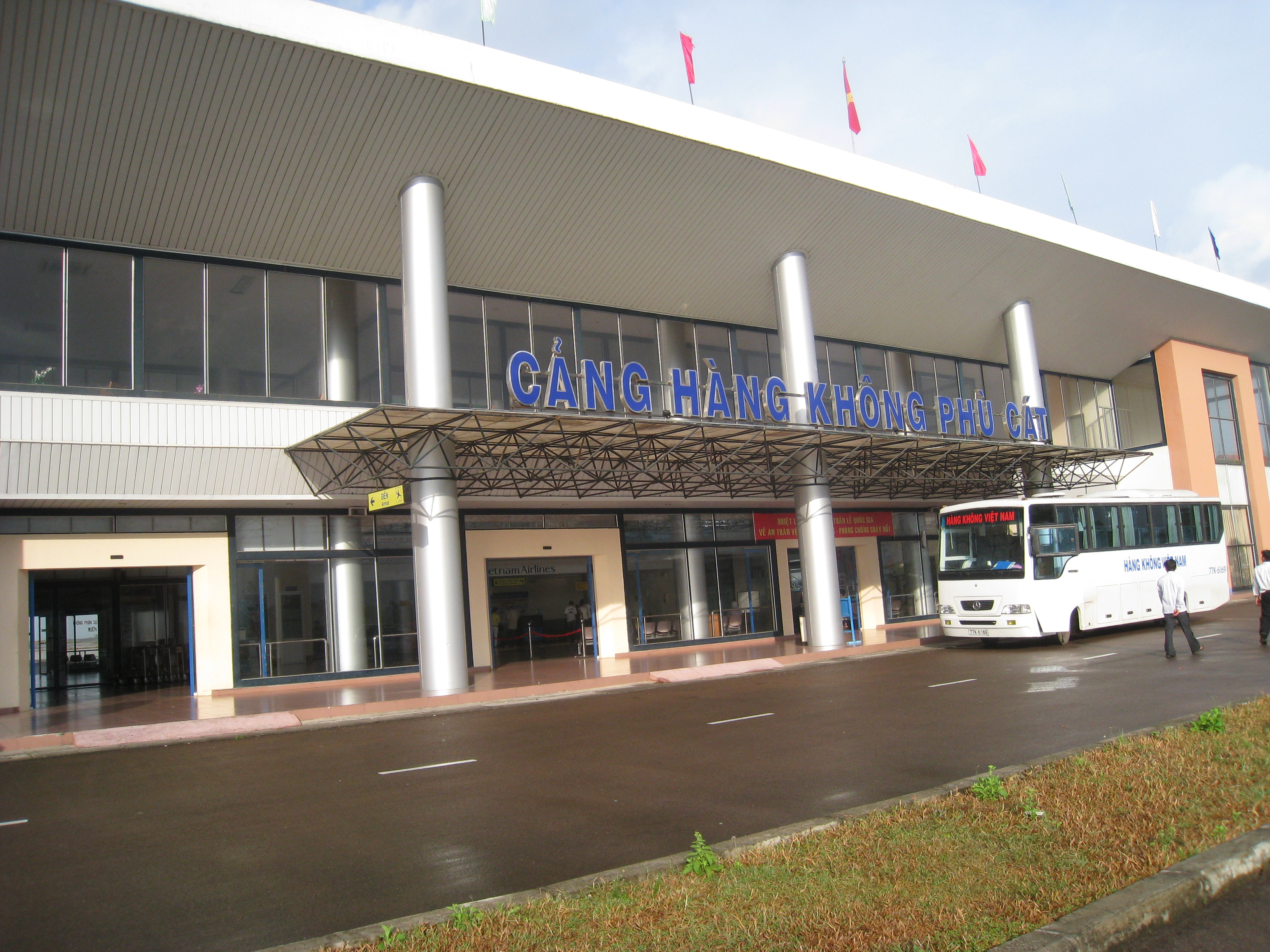
Nhà ga T2 (nhà ga dân dụng cũ), đã được nâng cấp thành nhà ga quốc tế thuộc sân bay Phù Cát (từ tháng 1 năm 2020)

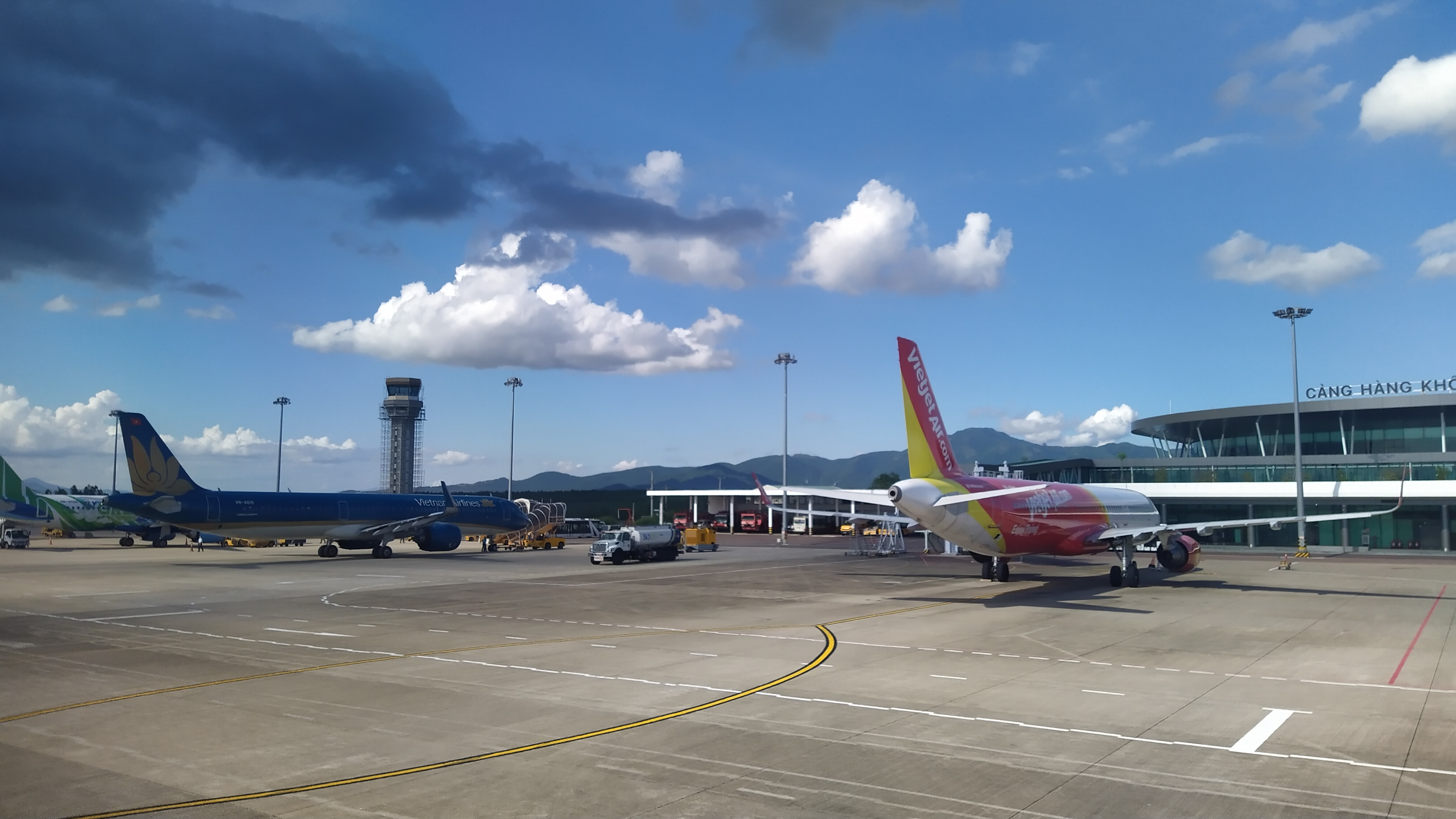
Sân đậu máy bay - Sân bay Phù Cát

Tháng 11 năm 2018, UBND tỉnh Bình Định và Cục Hàng không Việt Nam đã thống nhất sử dụng nhà ga T2 (nhà ga cũ), Cảng hàng không Phù Cát (sân bay Phù Cát) để chuyên phục vụ cho các chuyến bay quốc tế đi và đến sân bay này. Đồng thời, sẽ sớm sửa chữa, lắp đặt thiết bị cần thiết bảo đảm theo quy định để phục vụ đưa, đón khách quốc tế. Dự kiến, hãng Bamboo Airways là đơn vị đầu tiên khai thác các chuyến bay quốc tế đi và đến sân bay Phù Cát.
Tháng 1/2020 đã mở các chuyến bay quốc tế đầu tiên tại sân bay Phù Cát khởi hành từ Cheongju (Hàn Quốc) và ngược lại do hãng hàng không Bamboo Airways khai thác. Theo đó, nhà ga cũ (T2) của Sân bay Phù Cát thành nhà ga quốc tế, còn nhà ga mới (T1) vẫn để làm nhà ga nội địa. Hiện tại, Vietnam Airlines cho biết đã có kế hoạch khai thác chuyến bay quốc tế đi và đến Quy Nhơn từ tháng 3/2020. Trong khi đó đại hiện hai hãng hàng không Jetstar Pacific và VietJetAir cho biết vẫn chưa có kế hoạch khai thác chuyến bay quốc tế nào.
- Hiện nay (2022), tỉnh Bình Định kiến nghị nâng cấp sân bay Phù Cát để tăng công suất lên gấp đôi - 5 triệu hành khách, 50.000 tấn hàng hoá và đón được máy bay cỡ lớn.

Ngày 5/11, ông Nguyễn Tự Công Hoàng, Phó Chủ tịch UBND tỉnh Bình Định cho biết địa phương vừa đề xuất Bộ Giao thông Vận tải xem xét, kiến nghị Thủ tướng cho chủ trương khảo sát, lập quy hoạch mở rộng Phù Cát thành sân bay quốc tế.
Sân bay Phù Cát hiện có một nhà ga hai tầng, phục vụ được 600 khách vào giờ cao điểm, công suất thiết kế 2,5 triệu khách một năm; một đường băng dài hơn 3.000 m, rộng 45 m và sân đỗ với 7 vị trí.

Theo đó, UBND tỉnh Bình Định kiến nghị đầu tư mở rộng sân đỗ (từ 7 lên 14 chỗ đậu); làm đường băng thứ hai đạt chuẩn 4E từ nguồn ngân sách nhà nước để có thể khai thác các máy bay lớn như Boeing 787, 777, Airbus A350. Địa phương cũng muốn xây mới nhà ga theo phương thức PPP (đối tác công - tư). Khi đó, công suất sân bay lên 5 triệu khách một năm, hàng hóa đạt 50.000 tấn một năm.

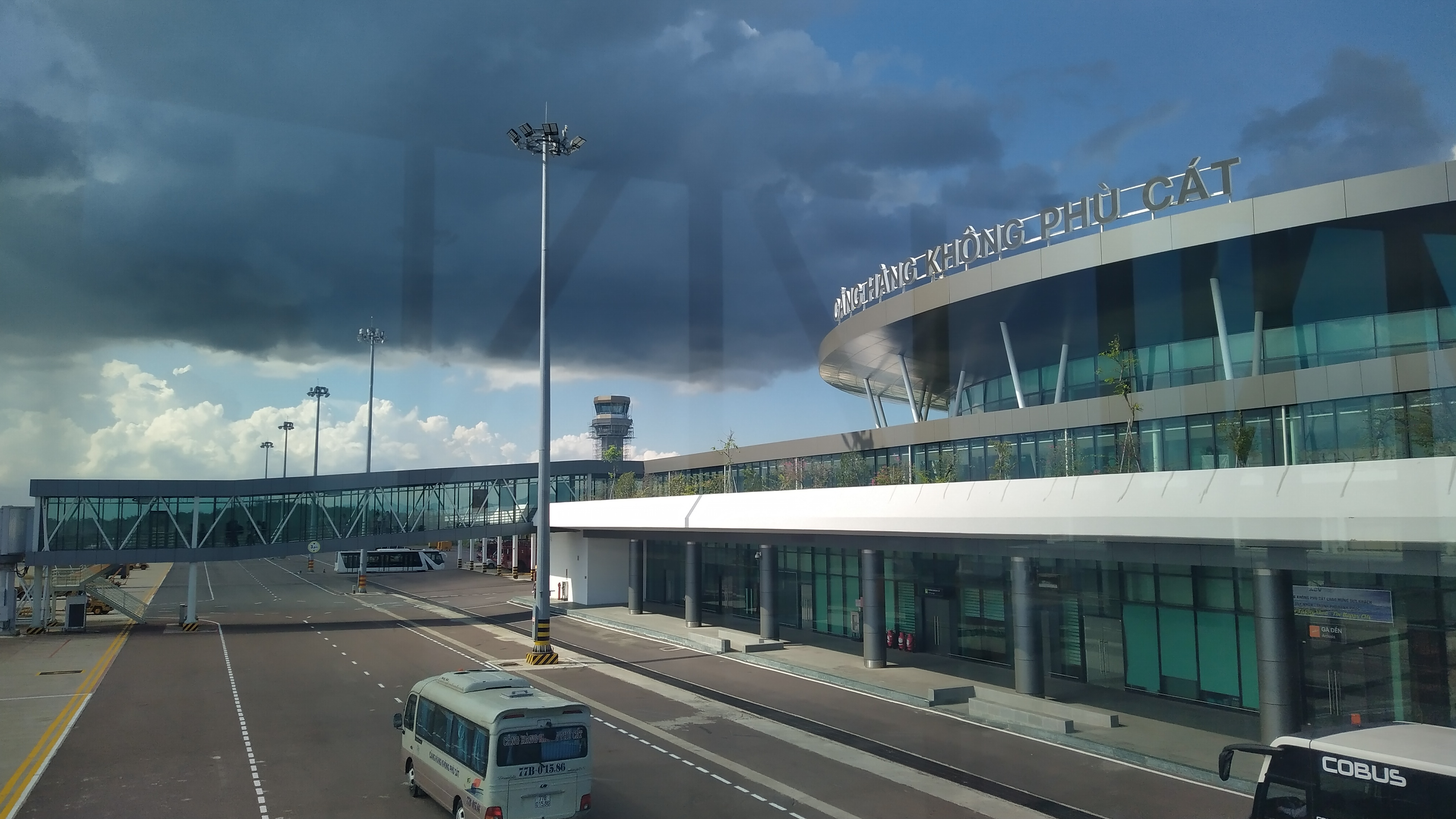
Nhà ga dân dụng mới của sân bay Phù Cát

## Các hãng hàng không và tuyến bay
| Hãng hàng không    | Các điểm đến                             |
| ------------------ | ---------------------------------------- |
| Bamboo Airways     | Hà Nội, Thành phố Hồ Chí Minh            |
| Pacific Airlines   | Thành phố Hồ Chí Minh                    |
| VietJet Air        | Hà Nội, Thành phố Hồ Chí Minh, Hải Phòng |
| Vietnam Airlines   | Hà Nội, Thành phố Hồ Chí Minh            |
| Vietravel Airlines | Hà Nội, Thành phố Hồ Chí Minh            |

## Thống kê
| Năm  | Số hành khách thông qua |
| ---- | ----------------------- |
| 2011 | 220.000                 |
| 2012 | 240.000                 |
| 2013 | 300.000                 |
| 2014 | 427.000                 |
| 2015 | 700.000                 |
| 2016 | 1.000.000               |
| 2017 | 1.050.000               |
| 2018 | 1.100.000               |
| 2019 | 1.600.000               |